# Andrena nudigastroides
Andrena nudigastroides is een vliesvleugelig insect uit de familie Andrenidae. De wetenschappelijke naam van de soort is voor het eerst geldig gepubliceerd in 1935 door Yasumatsu.